# Equitazione ai Giochi della XXIX Olimpiade

## Eventi
Alle Olimpiadi 2008 si sono disputate sei prove in tre diverse discipline equestri.
| Discipline        | Individuale | A squadre | Totale |
| ----------------- | ----------- | --------- | ------ |
| Salto ostacoli    | ■           | ■         | 2      |
| Dressage          | ■           | ■         | 2      |
| Concorso completo | ■           | ■         | 2      |
| Totale            | 3           | 3         | 6      |

## Calendario
Le gare di Equitazione si erano tenute dal  9 al  21 agosto.
| Salto ostacoli    |  |  |  |                     |  |         |  |  |  | Squadre |             |  | Individuale | 2 |
| Dressage          |  |  |  |                     |  | Squadre |  |  |  |         | Individuale |  |             | 2 |
| Concorso completo |  |  |  | Squadre Individuale |  |         |  |  |  |         |             |  |             | 2 |
| Totale            |  |  |  | 2                   |  | 1       |  |  |  | 1       | 1           |  | 1           | 6 |

|  | Qualificazioni |  | FINALI |

## Podi
| Evento                 | Oro | Perf.  | Argento | Perf.  | Bronzo | Perf.  |
| Salto ostacoli         | |        | |        | |        |
| Individuale (dettagli) | Canada Eric Lamaze (Hickstead) | 38.39  | Svezia Rolf-Göran Bengtsson (Ninja) | 38.39  | Stati Uniti Beezie Madden (Authentic) | 39.25  |
| A squadre (dettagli)   | Stati Uniti Laura Kraut (Cedric) Beezie Madden (Authentic) Will Simpson (Carlsson Vom Dach) McLain Ward (Sapphire)                                        | 115,41 | Canada Mac Cone (Ole) Jill Henselwood (Special Ed) Eric Lamaze (Hickstead) Ian Millar (In Style)                                                                       | 76,67  | Svizzera Christina Liebherr (No Mercy) Pius Schwizer (Nobless M) Niklaus Schurtenberger (Cantus) Steve Guerdat (Jalisca Solier)                               |        |
| Dressage               | |        | |        | |        |
| Individuale (dettagli) | Paesi Bassi Anky van Grunsven (Salinero) | 78,680 | Germania Isabell Werth (Satchmo) | 76,650 | Germania Heike Kemmer (Bonaparte) | 74,455 |
| A squadre (dettagli)   | Germania Heike Kemmer (Bonaparte) Nadine Capellmann (Elvis Va) Isabell Werth (Satchmo)                                                                    | 72,917 | Paesi Bassi Hans Peter Minderhoud (Nadine) Imke Bartels (Sunrise) Anky van Grunsven (Salinero)                                                                         | 71,750 | Danimarca Anne van Olst (Clearwater) Nathalie di Sayn-Wittgenstein-Berleburg (Digby) Andreas Helgstrand (Don Schufro)                                         | 68,875 |
| Concorso completo      | |        | |        | |        |
| Individuale (dettagli) | Germania Hinrich Romeike (Marius) | 54,20  | Stati Uniti Gina Miles (McKinlaigh) | 56,10  | Regno Unito Kristina Cook (Miners Frolic) | 57,40  |
| A squadre (dettagli)   | Germania Peter Thomsen (The Ghost of Hamish) Frank Ostholt (Mr. Medicott) Andreas Dibowski (Butts Leon) Ingrid Klimke (Abraxxas) Hinrich Romeike (Marius) | 166,10 | Australia Shane Rose (All Luck) Sonja Johnson (Ringwould Jaguar) Lucinda Fredericks (Headley Britannia) Clayton Fredericks (Ben Along Time) Megan Jones (Irish Jester) | 171,20 | Regno Unito Sharon Hunt (Tankers Town) Daisy Dick (Spring Along) William Fox-Pitt (Parkmore Ed) Kristina Cook (Miners Frolic) Mary King (Call Again Cavalier) | 185,70 |

## Medagliere
| Posizione | Paese       |   |   |   | Totale |
| --------- | ----------- | - | - | - | ------ |
| 1         | Germania    | 3 | 1 | 1 | 5      |
| 2         | Stati Uniti | 1 | 1 | 1 | 3      |
| 3         | Canada      | 1 | 1 | 0 | 2      |
| 3         | Paesi Bassi | 1 | 1 | 0 | 2      |
| 5         | Australia   | 0 | 1 | 0 | 1      |
| 5         | Svezia      | 0 | 1 | 0 | 1      |
| 7         | Regno Unito | 0 | 0 | 2 | 2      |
| 8         | Danimarca   | 0 | 0 | 1 | 1      |
| 8         | Svizzera    | 0 | 0 | 1 | 1      |
| Totale    | Totale      | 6 | 6 | 6 | 18     |